# 3874 Stuart
3874 Stuart è un asteroide della fascia principale. Scoperto nel 1986, presenta un'orbita caratterizzata da un semiasse maggiore pari a 2,6821667 UA e da un'eccentricità di 0,0527729, inclinata di 7,68598° rispetto all'eclittica.